# Đường Bá Hổ điểm Thu Hương
Đường Bá Hổ điểm Thu Hương (tiếng Trung: 唐伯虎點秋香; bính âm: Táng Bóhǔ diǎn Qiūxiāng; tựa tiếng Anh: Flirting Scholar) là một bộ phim hài Hồng Kông của đạo diễn Lý Lực Trì và diễn viên Châu Tinh Trì. Bộ phim được phát hành tại Hồng Kông vào ngày 1 tháng 7 năm 1993 và đã thu về 40,171,804 đô la Hồng Kông.

## Nội dung
Vào thời nhà Minh ở Trung Hoa, Đường Bá Hổ là một nhà thơ và họa sĩ nổi tiếng, tác phẩm của anh được đón nhận khắp nơi. Mẹ của anh cưới cho anh tám người vợ, nhưng tám người vợ này đều mê cờ bạc và không biết trân trọng tác phẩm của anh, khiến anh chán nản. Biết được trong nhà họ Hoa có cô hầu gái xinh đẹp tên Thu Hương, Bá Hổ quyết định tán tỉnh cô nàng này. Anh giấu thân phận thật của mình, giả nghèo khổ xin vào làm gia nhân trong nhà họ Hoa để tiếp cận Thu Hương. Một lần nọ, Bá Hổ đã cứu Thu Hương thoát khỏi những kẻ xấu đột nhập vào nhà. Khi Hoa phu nhân hỏi anh là ai, anh nói rằng mình chính là kẻ thù của Đường Bá Hổ. Hoa phu nhân sau đó đồng ý cho Bá Hổ làm gia sư dạy học cho hai người con trai của bà.
Ninh Vương - một người có thế lực lớn trong triều đình - đến nhà họ Hoa để so tài với Hoa thái sư. Ông ta dẫn theo hai tên quan khác là Đối Xuyên Tường và Đoạt Mệnh Thư Sinh, một người giỏi văn và một người giỏi võ. Tên quan Đoạt Mệnh Thư Sinh võ nghệ cao cường cũng chính là kẻ năm xưa giết chết cha của Bá Hổ. Đối Xuyên Tường ra câu đối hóc búa khiến Hoa thái sư không tài nào đáp trả được, Bá Hổ liền thay thế Hoa thái sư đối lại một cách khôn ngoan khiến Đối Xuyên Tường kinh ngạc. Sau khi so tài văn chương, một cuộc so tài võ thuật đã diễn ra, Hoa phu nhân và Bá Hổ cùng nhau chống lại Đoạt Mệnh Thư Sinh. Trong lúc đấu võ, họ đã vô tình hủy hoại bức tranh của Ninh Vương. Bá Hổ liền vào trong trổ tài vẽ lại bức tranh khác trả cho Ninh Vương khiến ông ta bất ngờ. Chờ cho Ninh Vương ra về, Hoa phu nhân đã lừa Bá Hổ khai ra thân phận thật của anh. Hoa phu nhân vốn có mối thù với nhà họ Đường, bà cho người bắt giữ Bá Hổ và giam anh trong kho chứa cũi. Từ đây Thu Hương bắt đầu nảy sinh tình cảm với Bá Hổ.
Đoạt Mệnh Thư Sinh bất ngờ tấn công vào nhà họ Hoa, hắn đòi giết hết cả gia đình này. Hoa phu nhân cố gắng chiến đấu nhưng không thể hạ gục Đoạt Mệnh. Lúc đó Bá Hổ được Thu Hương thả ra và anh cũng tham gia trận đánh. Trong lúc giao chiến, đầu giáo của Bá Hổ bị văng ra, tuy nhiên anh vẫn có thể dùng cán giáo đâm xuyên người Đoạt Mệnh, giết chết hắn. Nhà họ Hoa đồng ý cho Bá Hổ cưới Thu Hương. Nhưng đến ngày cưới, Hoa phu nhân cho nhiều người che mặt mặc đồ cô dâu xuất hiện, bắt buộc Bá Hổ đứng từ xa và chỉ ra người nào thật sự là Thu Hương. Bá Hổ làm đủ mọi cách nhưng đều bị Hoa phu nhân ngăn cản. Thu Hương sau đó đi ra từ một hướng khác và tiến hành hôn lễ. Bá Hổ giật mình ngất xỉu khi phát hiện ra Thu Hương cũng là một người mê cờ bạc.

## Diễn viên

### Đường gia
- Châu Tinh Trì vai Đường Bá Hổ
- Châu Mễ Mễ vai Đường phu nhân
- Lam Khiết Anh vai vợ cả của Bá Hổ

### Bạn hữu
- Trần Bách Tường vai Chúc Chi Sơn
- Ngô Trấn Vũ vai Văn Trưng Minh
- Vương Vĩ Lương Châu Văn Tân

### Thái sư phủ
- Hoàng Triêm vai Hoa thái sư
- Trịnh Bội Bội vai Hoa phu nhân
- Hoàng Nhất Sơn vai Hoa Văn
- Lý Gia Thanh vai Hoa Võ
- Lương Gia Nhân vai Võ Trạng nguyên
- Uyển Quỳnh Đan vai Thạch Lựu
- Củng Lợi vai Thu Hương
- Cổ Thiên Di vai Xuân Hương
- Tuyên Huyên vai Hạ Hương
- Ôn Thúy Tần vai Đông Hương

### Ninh vương phủ
- Lâm Uy vai Ninh Vương
- Lưu Gia Huy vai Đoạt Mệnh Thư Sinh
- Cốc Đức Chiêu vai Đối Xuyên Tường